# Petite Arvine
Petite Arvine oder  Arvine ist eine alte Weißweinsorte, die im Kanton Wallis, Schweiz und im angrenzenden Aostatal in Italien angebaut wird. Die Herkunft ist unbekannt. Der aus dem Lateinischen abgeleitete Name bezieht sich möglicherweise darauf, dass die Rebe über das savoyische Arvetal ins Wallis gelangte.
Petite Arvine gehört zu einer Gruppe von Rebsorten, die sich in der geographischen Insellage der Alpenregionen Italiens und des Wallis in der Schweiz halten konnten. Zu dieser Gruppe gehören die folgenden Sorten:
- Rotweinsorten: Bonda, Cornalin d'Aoste, Cornalin du Valais, Crovassa, Durize, Eyholzer, Fumin, Goron de Bovernier, Mayolet, Ner d’Ala, Petit-Rouge, Prëmetta/Prié rouge, Roussin, Roussin de Morgex, Vien de Nus, Vuillermin.
- Weißweinsorten: Completer, Himbertscha, Humagne Blanche, Lafnetscha, Petite Arvine, Planscher, Prié Blanc, Resi.

## Verbreitung
Die bestockte Fläche im Wallis liegt bei 150 ha (Stand 2007, Quelle: Office fédéral de l'agriculture OFAG). Sie wächst nur auf den besten sonnigen und windgeschützten Terrassen-Lagen (→ Steillagenweinbau). Die Rebsorte treibt früh aus, reift aber fast zuletzt innerhalb des Rebsortensortiments des Wallis; ihr Vegetationszyklus ist also sehr lang. Meist erbringt die Petite Arvine ein Mostgewicht von 95 bis 110 Grad Öchsle.

## Wein
Die Petite Arvine liefert einen hellgelben Weißwein mit großer Finesse und einer charakteristischen Salznote, der manchmal kurz Arvine genannt wird. In der Regel werden diese Weine trocken ausgebaut. Aus lange gereiften Beeren werden jedoch auch vereinzelt Dessertweine in der Art einer Trockenbeerenauslese gewonnen.
- Farbe: hellgelb
- Geschmack: frisch, leicht salzig, mit Aromen von rosa Pampelmuse, Rhabarber, Limette, Ananas.
- Alkoholgehalt: 12,5 bis 14,5 Volumenprozent
- Gesamtsäure: 6 Promille
- Trinktemperatur: 7 – 9 °C
- Lagerpotenzial im Keller: 3 – 6 Jahre

## Synonyme
Synonyme: 4; Arvena, Arvina, Arvine, Petite Arvine.